# Standardkessel Baumgarte
Die Unternehmensgruppe Standardkessel Baumgarte mit der führenden Gesellschaft Standardkessel Baumgarte Holding GmbH ist ein deutsches Unternehmen, das seinen Hauptsitz in Mülheim an der Ruhr hat. Das Unternehmen ist auf die Planung und Realisierung von schlüsselfertigen Kraftwerksanlagen spezialisiert. Seit 2014 ist die Standardkessel Baumgarte Holding GmbH eine Tochtergesellschaft des japanischen Unternehmens JFE Holdings. Die Holding gliedert sich in zwei operative Tochtergesellschaften. Die Standardkessel Baumgarte GmbH und die Standardkessel Baumgarte Service GmbH. Standardkessel Baumgarte GmbH ist in drei Unternehmensbereiche unterteilt: Power Plants (Mülheim an der Ruhr), Energy from Waste (Bielefeld) und Catalytics (Hamburg).

## Geschichte

### Standardkessel Baumgarte GmbH, Duisburg (ehemals Standardkessel GmbH)
Die Firma Standardkessel wurde 1925 vom Ingenieur August Fasel in Duisburg gegründet. Zunächst wurden ausschließlich Kleinkesselanlagen in Duisburg-Wanheimerort produziert. In den 30er Jahren fertigt und liefert Standardkessel Großwasserraumkessel. Es wird sich Hauptsächlich auf die Herstellung und den Vertrieb von Hochdruck- und Niederdruckdampfkesseln und Stahlheizkesseln konzentriert. 1936 übertrug August Fasel die Geschäftsführung seinen Söhnen, wobei der Name Standard-Kessel-Gesellschaft, Gebrüder Fasel entstand.
1945 stellte Standardkessel den Bau von Stahlheizkesseln ein und konzentrierte sich ausschließlich auf die Planung und den Bau von kompletten Kesselanlagen für Industrie und Fernwärmeversorgung. Das Unternehmen baute 1951 den Condor-Großwasserraumkessel, den ersten vollautomatischen, ölbefeuerten Kessel. Im Jahr 1953 wurde das Lieferprogramm auf Wasserrohrkesselanlagen erweitert.
1980 wurde der Firmensitz nach Meiderich verlegt. 1982 konnte das Unternehmen die erste wirbelschichtbefeuerte Anlage in Betrieb nehmen. Standardkessel wurde 1985 zu 50 % und 1997 zu 100 % von dem Unternehmen Lentjes übernommen. Aufgrund der Krise im deutschen Energieanlagenbau wird die Produktion am Standort Duisburg 1999 geschlossen.
Standardkessel konzentrierte 2001 sein Liefer- und Leistungsprogramm auf Wasserrohrkessel und Gesamtanlagen. 2004 wurden die Unternehmen LLS Standardkessel Service, Standardkessel-Fasel Utrecht, Standardkessel und Baumgarte von dem niederländischen Finanzinvestor Investments B.V. übernommen.
Am 21. Mai 2007 erwarb das Standardkessel Baumgarte Management die Unternehmensgruppe mit der Unterstützung eines privaten belgischen Partners.
Im Jahr 2008 wurde die emc Germany GmbH übernommen und die Standardkessel Baumgarte Service GmbH gegründet. 2010 folgte die Gründung der Environment & Power Company Ltd. in Saudi-Arabien.
Im August 2021 wechselte die Standardkessel Baumgarte GmbH ihren Standort und zog von Duisburg nach Mülheim an der Ruhr.

### Standardkessel Baumgarte GmbH, Bielefeld (ehemals Baumgarte Boiler Systems GmbH)
Im Februar 1935 gründete August Baumgarte das Unternehmen Eisenwerk Baumgarte GmbH, Brackwede. Die Folgejahre sind gekennzeichnet vom systematischen Aufbau der Konstruktion, Fertigung und Montage von Apparaten und Dampfkesseln wie z. B. Flammrohrkesseln, Emma-Kokskesseln, Großwasserraumkesseln, Wasserrohrkesseln sowie mechanische Rostbeschickern für Kohlebefeuerungen. Als einer der ersten in der Branche führte Baumgarte 1950 die Elektro-Schweißung sämtlicher Kesseldruckteile ein. Mit modernen Prüfeinrichtungen und Methoden wie z. B. Röntgen, Festigkeitsprüfungen und chemischen Laboranalysen gilt Baumgarte als Qualitätsführer.
1962 realisierte Baumgarte seinen ersten Müllkessel für die Müllverbrennungsanlage in Frankfurt am Main. In den folgenden Jahren entwickelt sich Baumgarte zum führenden Hersteller und Lieferanten von Müllverbrennungskessel in Deutschland und der Schweiz. Diese Kompetenz wurde in den folgenden Jahren kontinuierlich ausgebaut. Ende der 60er Jahre hat sich Baumgarte den Ruf als Pionier im Bau von Tailend-Kesseln erarbeitet.
1979 erwarb die Ferdinand Lentjes GmbH die Betriebsabteilung Kesselbau mehrheitlich. Durch die 100%ige Übernahme der Lentjes AG durch die Metallgesellschaft/Frankfurt am Main 1990, verlagern sich die Hauptaktivitäten von Baumgarte zunehmend auf den Bau von Kesseln für Müllverbrennungsanlagen. Mit der Schließung der Kesselbaufertigung 1997 in Bielefeld konzentrierte sich Baumgarte auf Engineering-Leistungen.
Das Unternehmen wurde 2004 durch den niederländischen Finanzinvestor HTP Investments B.V. übernommen, zusammen mit Standardkessel GmbH.

## Geschäftstätigkeit der Standardkessel Baumgarte GmbH
Standardkessel Baumgarte liefert schlüsselfertige Kraftwerke und Kraftwerkskomponenten zur industriellen und kommunalen Energieversorgung. Dabei werden neben fossilen Energieträgern wie Kohle, Gas und Öl auch alternative Energieträger wie Biomassen, biogene Reststoffe sowie Hausmüll, Ersatzbrennstoffe und Reststoffe aus industriellen Produktionsprozessen eingesetzt und umweltfreundlich in Wärme und Strom umgewandelt.
Standardkessel Baumgarte hat bereits eine Vielzahl an Kesselanlagen und Kraftwerksanlagen im europäischen Raum geliefert und in Betrieb gesetzt.
Seit Dezember 2014 gehört die Standardkessel-Baumgarte-Gruppe zur japanischen JFE Engineering Corporation. Als Engineering Division der JFE Gruppe ist die JFE Engineering Corporation einer der Marktführer für Rostfeuerungen und Abfallvergasungssysteme und hat mit mehr als 350 installierten Feuerungssystemen seinen Schwerpunkt im japanischen Markt.
Bestand der Lieferumfang in den Anfangsjahren aus Kesseln und Apparaten, liefern Standardkessel Baumgarte neben kompletten Systemlösungen (Kessel, Feuerungssystem, Rauchgasreinigung, Wasserdampfkreislauf und Turbinen) heute auch schlüsselfertige Kraftwerksanlagen als Generalunternehmer (EPC).
Im Mai 2017 schlossen sich die beiden Traditionsunternehmen Standardkessel GmbH und Baumgarte Boiler Systems GmbH zu der Standardkessel Baumgarte GmbH zusammen. Das Produktportfolio bleibt unverändert, es gliedert sich in drei Bereiche: Energy from Waste in Bielefeld, Power Plants in Mülheim und Catalytics in Hamburg.

## Unternehmensstruktur
Die Unternehmensgruppe Standardkessel Baumgarte gliedert sich in die Muttergesellschaft Standardkessel Baumgarte Holding GmbH (SBH) sowie  die operativen Tochtergesellschaften Standardkessel Baumgarte GmbH, Standardkessel Baumgarte Service GmbH, und die Environment & Power Company Ltd. in Saudi-Arabien.